# Gerhard Steinfeld
Gerhard Steinfeld (* 17. November 1769 in Westerstede; † 17. Januar 1846 in Altenesch) war ein deutscher evangelischer Pfarrer und Heimatforscher seiner Gemeinde.

## Leben
Steinfeld war der Sohn des Arztes Johann Christian Steinfeld und dessen Ehefrau Margarethe Elisabeth geb. Haase. Nach seiner Kindheit in Westerstede studierte er von 1787 bis 1790 Evangelische Theologie in Jena.
Nach Aushilfstätigkeiten als Hauslehrer in Jade trat er 1793 seine erste Stelle als Frühprediger in Oldenburg an. daneben war er weiterhin als Hauslehrer in Edewecht tätig. Im Juli 1797 wurde er Pfarrer in Apen und wechselte im November 1806 nach Altenesch.
Hier engagierte sich Steinfeld in vielfältigen Themen. So setzte er sich gegen erheblichen Widerstand der Bevölkerung mit Unterstützung des Amtmanns Bulling in Berne für die Verbesserung der vor allem im Winter oft unpassierbaren Wege ein, um den regelmäßigen Besuch von Schulen und Gottesdienst zu ermöglichen. Er sorgte für die Erweiterung bestehender Schulgebäude und für die Verkleinerung der bis zu 150 Schüler umfassenden Klassen. Auch sozial engagierte sich Steinfeld, der in seiner Gemeinde eine Schullehrer-Witwen- und Waisencasse gründete und im Delmenhorster Predigerverein seine Amtskollegen aufforderte, diesem Beispiel zu folgen. 1825 legte er auch den Grundstock für eine Seefahrerwitwenkasse, nachdem in den vergangenen fünf Jahren 59 Männer auf See geblieben waren. 1832 wurde auch dieses Projekt mit Hilfe einer Spende des Großherzogs, der sich später auch noch an der Matrosenwitwenkasse beteiligte, verwirklicht. Dazu gründete Steinfeld auch noch eine Feuerversicherung für Hausrat.
Er legte die Gemeindechronik von Altenesch an, in der er auch seine vielfältigen Tätigkeiten aufgezeichnet sind. Dazu befasste er sich auch mit der Schlacht von Altenesch, der entscheidenden Schlacht des Stedingerkrieges, die am 27. Mai 1234 zwischen Stedinger Bauernfamilien und dem Kreuzzugsheer des Bremer Erzbischofs Gerhard II. stattgefunden hatte. 1834, zum 600-jährigen Jahrestag der Schlacht, ließ er das St.-Veit-Denkmal auf einem mutmaßlich nahe dem Schlachtfeld gelegenen gleichnamigen Hügel errichten und weihen. Die Einweihung fand unter großer Beteiligung aus dem Großherzogtum Oldenburg und in Gegenwart des Großherzogs August I. statt.

## Familie
Steinfeld heiratete am 9. Juli 1797 Charlotte Friederike Ernestine geb. Lentz (1774–1837), die Tochter des oldenburgischen Konsistorialrats Heinrich Lentz (1737–1823) und der Christiane Henriette geb. Keller (1750–1803). Das Ehepaar hatte drei Söhne und zwei Töchter.

## Schriften
- Annalen aus dem Kirchspiel Altenesch 1807–1845. Bearb. von Horst Schiphorst und Klaus Grotevent, Typoskript o. J. 1988.